# Commelina polhillii
Commelina polhillii là một loài thực vật có hoa trong họ Commelinaceae. Loài này được Faden & M.H.Alford mô tả khoa học đầu tiên năm 2001.